# 异花木蓝
异花木蓝（学名：Indigofera heterantha）为豆科木蓝属下的一个种。

## 扩展阅读
- 維基物種上的相關：异花木蓝